# Baarfrankering

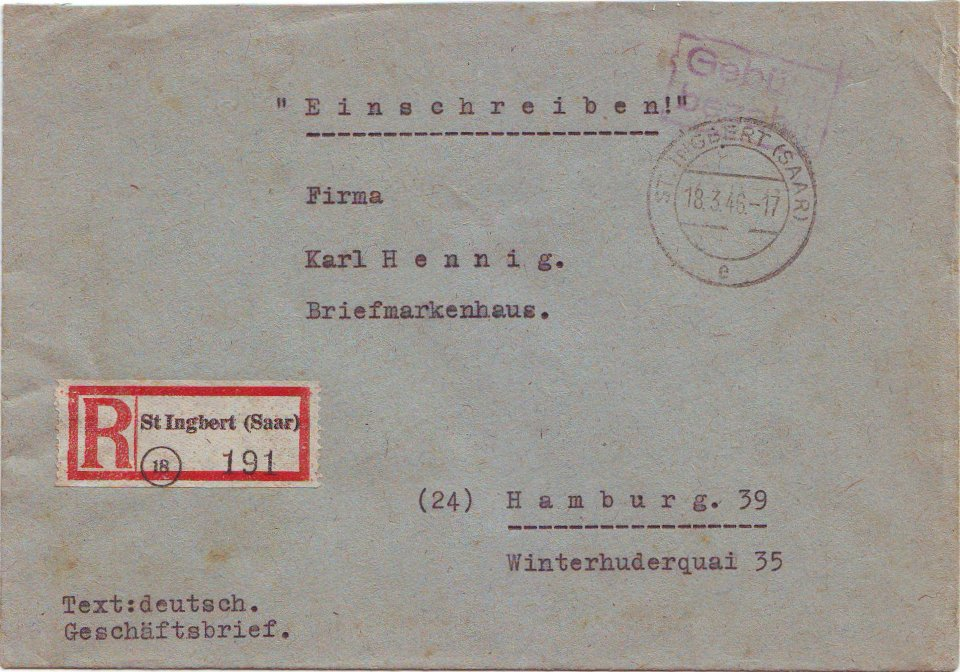
Aangetekende brief van Sankt Ingbert (Saarland) naar Hamburg, 18 maart 1946. Het porto van de brief is contant aan de lokettist van het postkantoor betaald. Wegens gebrek aan postzegels is als bewijs daarvan een stempeltje ‘Gebühr bezahlt’ (‘Port betaald’) op de brief gezet.

Baarfrankering is de frankering van een poststuk op een andere manier dan met een postzegel, doorgaans tegen contante betaling aan een loket van het postkantoor. Die ‘andere manier’ is meestal een stempeltje met de tekst ‘Port betaald’, maar kan ook een aantekening van de lokettist zijn. De term hangt samen met de uitdrukking ‘baar geld’.
Baarfrankering is iets anders dan portvrijdom. Bij portvrijdom hoeft de afzender ook geen postzegels te (laten) plakken, maar nu omdat hij er recht op heeft dat zijn poststuk gratis wordt vervoerd. Bij baarfrankering moet hij wél betalen.
Redenen om tot baarfrankering over te gaan kunnen zijn:
- Het betrokken postkantoor heeft een gebrek aan postzegels.
- Het betrokken postkantoor krijgt een grote partij post aangeboden.

## Gebrek aan postzegels
Een gebrek aan postzegels treedt meestal alleen op onder uitzonderlijke omstandigheden, bijvoorbeeld als de aanlevering van postzegels stokt door oorlogsomstandigheden of een natuurramp. In het Duitsland van vlak na de Tweede Wereldoorlog kwamen veel baarfrankeringen voor. Toen moest de postdienst helemaal opnieuw opgebouwd worden en veel postkantoren hadden een tekort aan postzegels.
Als een land net onafhankelijk is geworden of overstapt op een nieuwe munteenheid, zijn op de postkantoren ook vaak niet direct de juiste zegels beschikbaar. Bijvoorbeeld toen Estland in 1991 zijn onafhankelijkheid had hersteld, namen sommige postkantoren hun toevlucht tot baarfrankeringen, omdat hun assortiment aan postzegels niet toereikend was.

## Grote partijen
Als een postkantoor een grote partij post aangeboden krijgt, is het voor de lokettist een hoop werk om op al die poststukken een postzegel te plakken, die dan ook nog gestempeld moet worden. Het is al veel minder werk om op al die poststukken een stempeltje te zetten. In Nederland is de tekst van dat stempeltje doorgaans ‘Port betaald’. Op post naar het buitenland is de Franse taal, de taal van de Wereldpostunie, verplicht. Dan luidt de tekst ‘Taxe perçue’ (‘Porto ontvangen’) of ‘Port payé’ (‘Porto betaald’). Vaak krijgt de aanbieder van zo’n grote partij post korting op de portokosten.
Het stempel ‘Port betaald’ kan ook machinaal worden aangebracht, met een loketfrankeermachine. In Beieren was een dergelijke machine al in 1910 in gebruik.
Sinds 1965 zijn in Nederland zelfklevende loketstroken en automaatstroken beschikbaar. De grens tussen het plakken van een zelfklevende postzegel uit de automaat en baarfrankering door betaling aan het loket, waarna de lokettist een loketstrook plakt, is niet helemaal scherp. Postpakketten worden tegenwoordig aan het loket altijd van een zelfklevende ‘pakketstrook’ voorzien, maar het staat de afzender nog steeds vrij om zelf postzegels op zijn pakket te plakken.
Ook enveloppen met de gestempelde of voorbedrukte tekst ‘Port betaald’ kan men een vorm van baarfrankering noemen. Het is immers een grote partij post die aan het postkantoor wordt afgegeven, alleen wordt meestal pas na de verzending betaald en niet contant aan het loket.
Post die is voorzien van een afdruk van een frankeermachine ten slotte zou men ook nog baarfrankering kunnen noemen. De afzender voorziet de post van een stempel in plaats van een postzegel en rekent op gezette tijden de portokosten van zijn post met de postdienst af.

## Illustraties

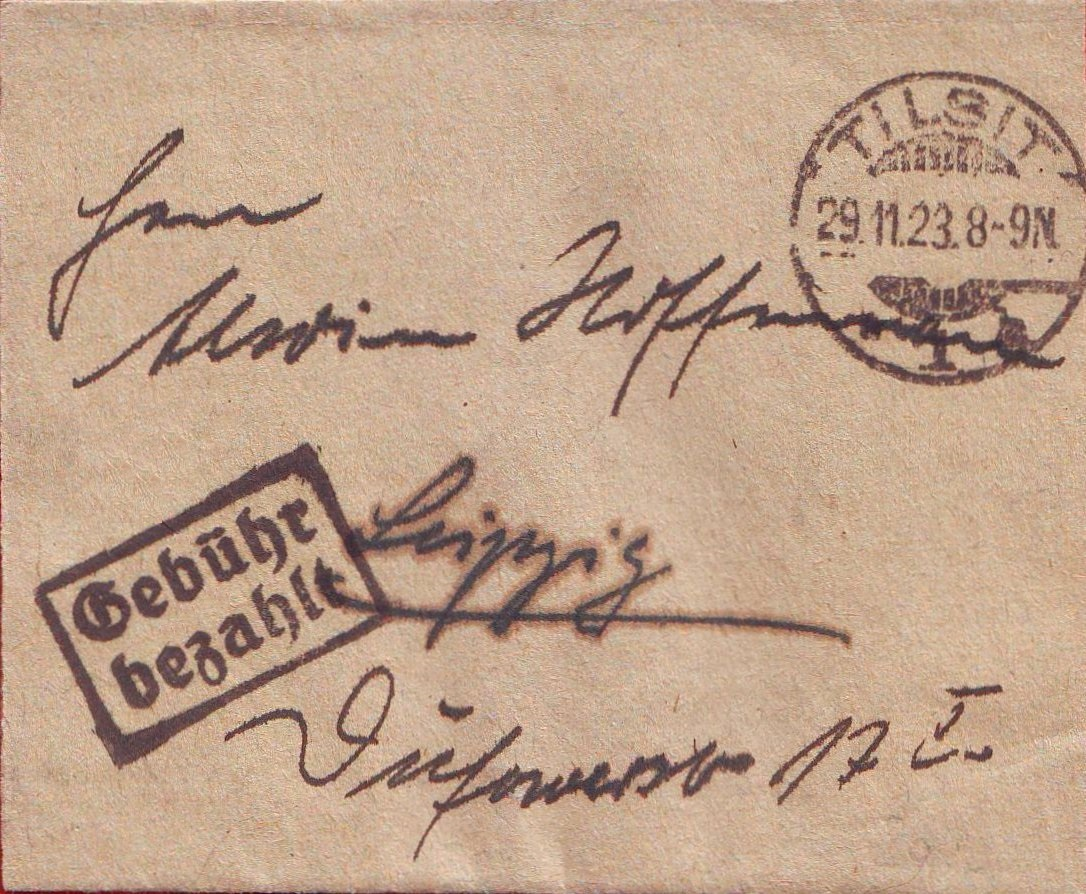
Briefje van Tilsit (nu Sovjetsk, Kaliningrad Oblast) naar Leipzig, 29 november 1923. De periode van de Duitse hyperinflatie was bijna achter de rug. Op 20 november was de Rentenmark in omloop gekomen, maar de eerste postzegels met waarden in de nieuwe munt kwamen pas op 1 december. Daarom is het porto baar betaald, zoals blijkt uit het rubberstempel ‘Gebühr bezahlt’ (‘Port betaald’).
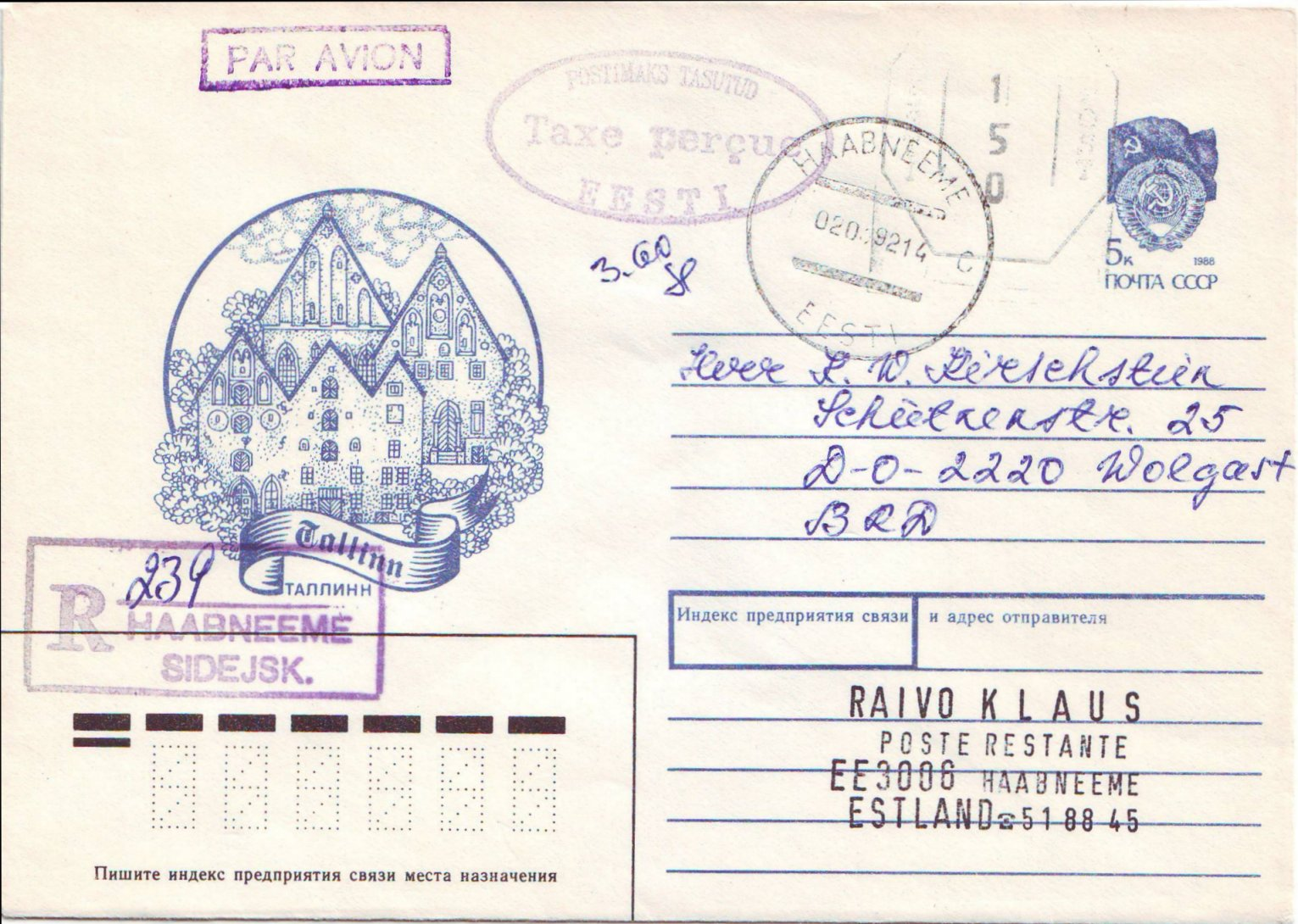
Aangetekende luchtpostbrief van Haabneeme (Estland) naar Wolgast (Duitsland), 2 maart 1992. De ingedrukte Sovjetzegel is niet geldig meer. De opdruk van 1,50 roebel was voldoende voor een internationale luchtpostbrief. Het aantekenrecht ter hoogte van 3,60 roebel is contant aan het loket betaald. In plaats van postzegels te plakken (die hij vermoedelijk niet had) plaatste de lokettist een stempeltje ‘Postimaks tasutud – Taxe perçue’ (‘Porto ontvangen’ in het Estisch en Frans). Daar schreef hij het betaalde bedrag en zijn paraaf bij. Estland gebruikte nog tot in 1993 de Russische roebel
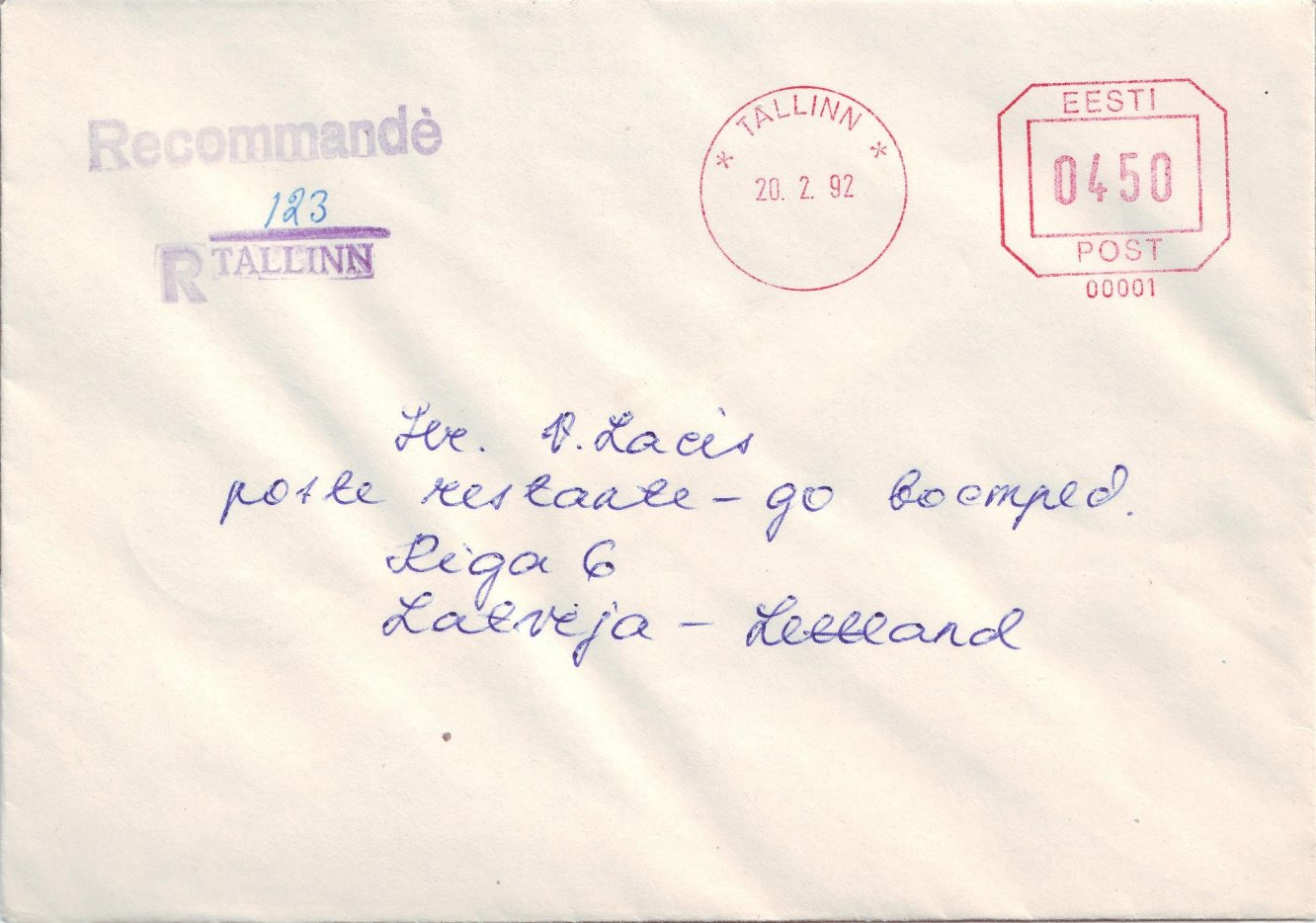
Een aangetekende brief naar Riga in Letland met het stempel van een loketfrankeermachine op het postkantoor van Tallinn in Estland, 20 februari 1992
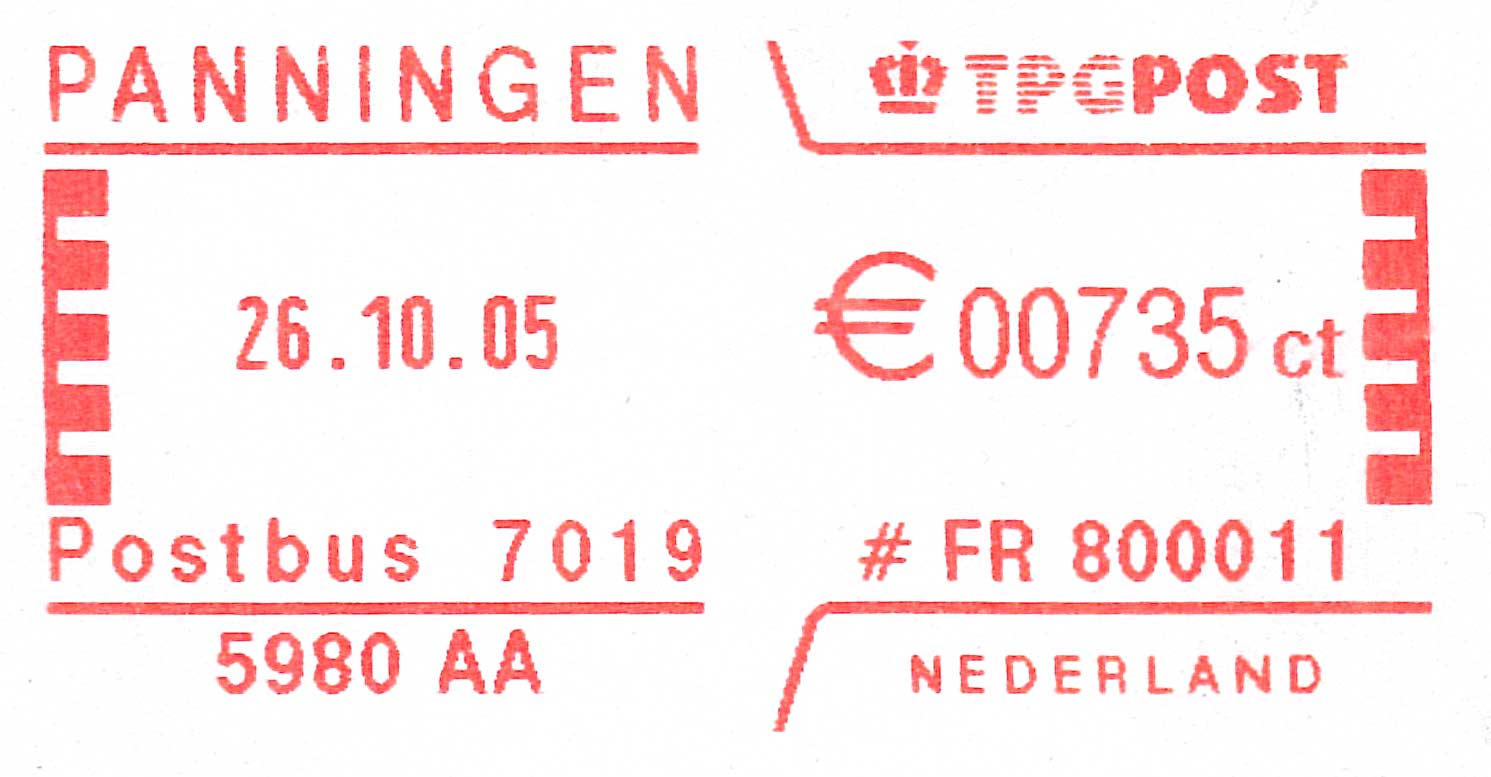
Een Nederlands frankeermachinestempel van een bedrijf in Panningen, 26 oktober 2005

andreaskruis · baarfrankering · brandkastzegel · cinderella · decemberzegel · dienstzegel · doorloper · dwangtoeslagzegel · eerste postzegelemissie · gelegenheidszegel · gemeenschappelijke postzegelemissie · gemengde frankering · gepersonaliseerde postzegel · kinderpostzegel · langlopende postzegel · luchtpostzegel · perfin · portzegel · postpakketzegel · postzegel met tab · postzegelboekje · spoorwegzegel · toeslagzegel · vertanding · voorafstempeling · zelfklevende postzegel · zomerpostzegel · zondagstrookje
Portaal · Categorie